# 舌癌
舌癌（ぜつがん）は、口腔癌の一つで、舌前方2/3（有郭乳頭より前方）と舌下面の範囲で発生する腫瘍。口腔癌の中で最も多く、報告によっても差があるが、口腔癌全体の30%〜60%を占め、そのほとんどは舌縁部に発生する。

## 概念
舌癌とは、舌前方2⁄3（有郭乳頭より前方）と舌下面の範囲で発生する腫瘍で、口腔癌の一つとして、最も発生頻度が高い腫瘍である。通常、目に見える範囲であるため、早期発見は容易であるが、疼痛などの自覚症状がない場合、放置され、腫瘍が進行してから医療機関を受診することもある。
舌根部（舌後方1⁄3）は中咽頭に含まれ、この部位の腫瘍は舌癌ではなく口峡咽頭癌/中咽頭癌に分類される。
近年、発症者、死亡者は年々増加しており、2002年の日本における舌癌の死者は1,147名と30年前の2.7倍にまで増加している。

## 疫学
喫煙とアルコールが原因の一つとして明らかになっている。
組織型は大部分が扁平上皮癌であり、まれに腺癌がある。
男女比は2:1と男性に多く、他の口腔癌に比べ若い年代での発症が多く、10歳代で罹患した患者の報告もある。

## 症状
初期症状はびらんや潰瘍、結節、表面塑像な顆粒状局面であり、白斑や紅斑を含むこともある。進行すると硬結を伴う潰瘍などが増大し、疼痛や出血、さらには舌の運動や咀嚼、嚥下、構音機能の障害を認める。

### 転移

#### 所属リンパ節転移
他の口腔癌に比べ早期より発生しやすく、初診時に30%から40%がすでに転移している。特に顎下リンパ節や内頸静脈リンパ節に転移することが多いとされる他、近年、画像診断機器の性能の上昇に伴い、舌リンパ節への転移の評価が容易になったことから、同部への転移の報告が増加している。

#### 遠隔転移
肺・気管が最も多く、このほか、胸膜、肝臓、甲状腺、骨、腎臓、副腎、心臓、血管への転移や、肺・肺門・咽頭・食道・気管周囲・鎖骨・縦隔・静脈角・腹部大動脈周囲・後腹膜などのリンパ節への転移が認められる。稀な例として乳腺などへの転移も報告されている。

## 診療科
主に担当する診療科としては歯科口腔外科や耳鼻咽喉科、癌センターなどでは頭頸部外科がある。このほか、再建が必要な場合は形成外科が、放射線治療では放射線科が、化学療法では担当診療科（化学療法科等）が加わる事もある。検査においては病理診断科や臨床検査科、消化器内科も関わる。言語聴覚士や理学療法士等のリハビリテーション部門、栄養サポートチームも関与する。

## 検査
腫瘍部位の病理検査のほか、原発部位や転移部位の画像診断として、CT、MRI、PET、US、胸部X線、Gaシンチグラフィ、骨シンチグラフィが、また、重複癌の精査などで上部消化管内視鏡検査、消化管造影検査等が行われる。

### MRI
主にT2強調画像や造影で舌癌の浸潤範囲やリンパ節転移の有無の精査に用いる。特に原発の浸潤範囲に関しては、T分類を決定するのに優先される検査である。下顎骨の骨髄への浸潤部の精査等、CTに比べて優れた面がある検査であるが、初期舌癌症例では腫瘍の局在部位の指摘が難しいことも多い。

### 超音波検査
超音波検査により、頸部リンパ節転移の有無の精査や、腫瘍の進展範囲の評価を行う。原発巣の厚さは頸部リンパ節や遠隔組織への転移率や術後の再発率に関係していると考えられており、腫瘍の進展範囲を調べる超音波検査の重要性を示している。検査では腫瘍部位は粘膜面から連続して低エコーに描出される。

### 上部消化管内視鏡検査
舌癌等の口腔癌、頭頸部癌の患者は胃癌、食道癌を重複癌として発症することが多いため、上部消化管内視鏡を用いてこれらの癌の有無を精査する。

## 分類

### TNM分類
TNM分類は、原発の評価をT、リンパ節転移の評価をN、遠隔転移の有無をMで評価し、さらにその評価に基づきStage分類を行う評価法である。例えば、舌癌T2N1M0と記載されていれば、腫瘍原発の大きさが2センチメートルより大きく、4センチメートル以下であり、腫瘍の同側に3センチメートル以下のリンパ節転移が一つあり、遠隔転移が認められない、StageIIIの舌癌であることを示す。現在、UICCのTNM悪性腫瘍の分類第6版(2002)と日本口腔腫瘍学会の口腔癌取扱い規約(2010)による分類がある。後者はUICCの分類と比べてT4a分類について顎下隙への浸潤が加えられており、皮膚への浸潤、上顎洞への浸潤が外されている。また、T2についてはearlyT2とlateT2へ分けることが、舌癌においては有意な分類との考えもある。

### 臨床型分類
口腔がんの臨床型分類には多くの分類があり、基本的には発育形態により内向性と外向性に分け、さらに表層性状によって細分化するものである。しかしながら、判定に迷う症例も多い事と、発育形態のみでも臨床病態を反映していることから、現在は舌癌の臨床型分類として口腔腫瘍学会が提唱した表在型、外向型、内向型に分ける分類が推奨されている（グレードB）。

### 山本-小浜分類
1983年頃に報告された分類で、悪性度の分類として腫瘍の浸潤様式を指標とした分類であり、舌癌の局所再発率・頸部リンパ節転移率・5年累積生存率において有用であるとされるが、施設や診断者による判定基準の格差が大きく、診断統一のための検討がなされている。

## 治療
外科的療法、放射線療法、化学療法の治療法が、単独または組み合わせで行われる。特に外科的療法と放射線療法が行われてきた。2017年3月には免疫チェックポイント阻害剤のニボルマブが適応承認されている。

### 放射線単独
放射線治療単独の場合、従来型の外部照射法では根治は期待できないが、小線源治療（組織内照射法）では腫瘍の厚さが1cm未満であれば外科的療法と同等の治療効果があるとされており、それ以上の厚さでは外科的療法より劣るとされる（グレードB）。小線源治療は針状線源としてラジウム・セシウム・イリジウムを、粒状線源としてラドンや金を用い、腫瘍近傍にこれらを挿入することで正常組織の被曝量を下げて腫瘍部位に放射線を照射する治療法である。ただし、針状線源ではラジウムは放射線防護状の問題から1982年に国際放射線防護委員会から廃棄の勧告がなされたため、使用されておらず、その後多くの施設で用いられたセシウムもすでに2001年に製造中止となり、現在使用している施設でも今後セシウムの放射線の減衰に伴い使用できなくなり、イリジウムは半減期が短く使用できる施設も限られている。粒状線源ではラドンは現在は使用されておらず、金粒子を使用している。

### 外科的療法
外科的療法を選択した場合、切除の範囲は臨床型、浸潤の深さ、周囲組織への進展により切除範囲が異なり、その範囲によって舌部分切除術、舌可動部半側切除術、舌可動部（亜）全摘術、舌半側切除術、舌(亜)全摘術に分類される。切除部分が大きさにより、皮弁や筋皮弁による再建術が行われ、下顎骨や口腔底に進展している場合には下顎骨辺縁切除術や下顎骨区域切除術が行われ、血管柄付き遊離皮弁などにより顎骨再建が行われる。頸部リンパ節転移がある場合、治療的頸部郭清術を行う。頸部リンパ節転移を認めない場合に、予防的な頸部郭清術を行うか、頸部リンパ節に後発転移が認められた際に手術を行うかは意見がわかれており、行わない医療機関が多いが、術野に頸部が含まれるときには行われる。術前・術後に放射線療法、化学療法やその併用が組み合わされることもある。治療後は、摂食・嚥下・発語等の機能が低下するため、医師、歯科医師、言語聴覚士、歯科衛生士、看護師らにより、リハビリテーションが行われる。

### 放射線化学療法
これらの機能の温存や審美面の理由で形態を温存するために化学療法と放射線療法の組み合わせで根治治療を行い、効果がない場合に手術をおこなうという方法がとられてきている。この方法は手術が可能な場合に手術を行う方法に比べて生存率等を上昇させたというエビデンスはない(グレードC1)が手術回避または縮小手術による臓器・機能温存療法として期待できる(グレードB)。手術が不可能な症例においては放射線治療単独よりも生存率等が高い(グレードA)ために標準的治療と考えられている。

### 免疫チェックポイント阻害剤
再発又は遠隔転移を有する舌癌に対して2017年3月、ニボルマブ（オプジーボ）が適応承認された。

## 治療後
治療後の経過観察の基準は現段階では存在しないが、5年は必須、10年が望ましいとされている。

### 摂食・嚥下障害
舌癌の治療で外科的療法を選択した場合、摂食・嚥下障害が発生する。術後の機能障害は、嚥下造影検査や、水のみ検査、アンケート調査票、嚥下内視鏡などにより評価される。栄養サポートチームや医師、歯科医師、言語聴覚士、歯科衛生士、看護師らにより、リハビリテーションが行われる。舌の欠損などの主に口腔期の嚥下障害に対しては、舌接触補助床の使用も有効であるとされる。経口での栄養の摂取が困難ないし不可能な場合、胃瘻や経鼻経管からの栄養摂取が行われる。

### 構音障害
舌癌の治療で外科的療法を選択した場合、構音障害が発生する。術後の機能障害は、単音節発語明瞭度検査、会話明瞭度検査等により評価される。医師、歯科医師、言語聴覚士、歯科衛生士、看護師らにより、リハビリテーションが行われる。舌接触補助床の使用も有効であるとされる

### ガイドライン・規約等
- 日本口腔腫瘍学会口腔癌治療ガイドライン改定委員会、日本口腔外科学会口腔癌ガイドライン策定委員会 合同委員会 編『科学的根拠に基づく口腔癌診療ガイドライン2013年度版』（第2版第1刷）金原出版、2013年5月27日。ISBN 978-4-307-45012-6。 NCID BA88897710。
- 出雲俊之、桐田忠昭、草間幹夫、佐藤徹、篠原正徳、新谷悟、田中陽一、林孝文、宮崎晃亘、山根正之「舌癌取扱い指針 ワーキング・グループ案（第1版）」『日本口腔腫瘍学会誌』第17巻第1号、日本口腔腫瘍学会、2005年3月15日、13-85頁、doi:10.5843/jsot.17.13、ISSN 0915-5988、NAID 10015708686、JOI:JST.Journalarchive/jsot1989/17.13、2010年6月20日閲覧。
- 日本口腔腫瘍学会 編『口腔癌取扱い規約』（第1版第1刷）金原出版、2010年1月27日。ISBN 978-4-307-45010-2。 NCID BB00992350。
- 日本老年歯科医学会、日本補綴歯科学会 (2011年6月22日). “摂食・嚥下障害、構音障害に対する舌接触補助床（PAP）の診療ガイドライン” (PDF). Minds.  公益財団法人日本医療機能評価機構. 2013年6月2日閲覧。

### 書籍
- 覚道健治 著「V.顎口腔領域の腫瘍および類似疾患 5.非歯原性悪性腫瘍」、栗田, 賢一、覚道, 健治、小林, 馨 編『口腔外科の疾患と治療』（初版）永末書店、京都市上京区、1998年11月23日、165頁。ISBN 4-8160-1071-8。 NCID BA39111444。
- 有吉靖則、上杉康夫、木村吉宏、坂下英明、島原政司、藤田茂之 著「各論 2 腫瘍性疾患 D 悪性非歯原性腫瘍 ◆上皮性腫瘍◆ 舌癌 -初期癌(T1症例)-/-進展癌(T4症例)-」、島原政司、有吉靖則 編『顎口腔領域におけるMRI診断』（第2版第1刷）学建書院、東京都文京区、2010年10月20日、114-117頁。ISBN 978-4-7624-1623-1。 NCID BB03594591。
- 白砂兼光、古郷幹彦 編『口腔外科学』（第3版）医歯薬出版、東京都文京区、2010年3月10日。ISBN 978-4-263-45635-4。 NCID BB01513588。

- - 浦出雅裕 著「第7章 口腔腫瘍 5.悪性腫瘍 2.癌腫（扁平上皮癌）1)口唇および口腔の癌 (5)舌癌」、白砂兼光、古郷幹彦 編『口腔外科学』（第3版）医歯薬出版、東京都文京区、2010年3月10日、258-259頁。ISBN 978-4-263-45635-4。 NCID BB01513588。

- - 白砂兼光 著「第17章 腫瘍の治療法 3.外科療法 2 口腔癌の手術法 1)舌癌」、白砂兼光、古郷幹彦 編『口腔外科学』（第3版）医歯薬出版、東京都文京区、2010年3月10日、661-663頁。ISBN 978-4-263-45635-4。 NCID BB01513588。

- Jens J. Pingborg, Palle Holmstyup 著「第24章 口腔粘膜疾患および唾液腺疾患の病理と治療」、原著編 Poul Holm-Pedersen, Harald Löe 編『高齢者歯科学』訳：森戸光彦 監訳：稲葉茂・高江洲義矩・森戸光彦 監修：渡辺誠（第1版（原著第2版））、永末書店、京都市上京区、2000年3月1日（原著1997年1月30日）、320頁。ISBN 4-8160-1082-3。
- 飯田順一郎、伊藤公一、岡野友宏、木村博人、小谷順一郎、斉藤力、佐々木啓一、白砂兼光、須田英明、丹沢秀樹、前田健康、山根源之、山本浩嗣 編『口腔科学』監修 戸塚靖則、高戸毅（初版第1刷）、朝倉書店、東京都新宿区、2013年11月25日。ISBN 978-4-254-35001-2。 NCID BB14241855。
  - 中村太保「4章 口腔疾患治療学総論 10 放射線療法 3 口腔癌の放射線治療」『口腔科学』、385-389頁。
  - 篠原正徳「5章 口腔疾患各論 8 顎・口腔の腫瘍 3 口腔がん (2)舌癌」『口腔科学』、726-729頁。

### 総説・解説
- 出雲俊之、柳下寿郎、八木原一博「シンポジウム：「口腔癌の浸潤：マクロ・ミクロ・モレキュラー」 臨床型分類としてのYK分類」『日本口腔腫瘍学会誌』第24巻第3号、一般社団法人日本口腔腫瘍学会、東京都江東区、2012年、64-76頁、doi:10.5843/jsot.24.64、ISSN 0915-5988。

### 原著論文
- 石井純一、八木原一博、桂野美貴、住本和歌子、宮嶋大輔、柳下寿郎、出雲俊之「超音波を用いた舌癌における腫瘍進展範囲の評価 -生体および切除標本における超音波像と病理標本との比較-」『日本口腔腫瘍学会誌』第24巻第4号、一般社団法人日本口腔腫瘍学会、東京都江東区、2012年、129-135頁、doi:10.5843/jsot.24.129、ISSN 0915-5988、NAID 130003378713。
- 大重日出男、山崎裕、鄭漢忠、渡邉哲、宮地斉、下郷和雄「歯科口腔外科における口腔癌術後の摂食・嚥下障害への対応 -アンケート調査から-」『日本口腔腫瘍学会誌』第20巻第1号、一般社団法人日本口腔腫瘍学会、東京都江東区、2008年3月15日、1-10頁、doi:10.5843/jsot.20.1、ISSN 0915-5988、NAID 10024175984。
- 楠川仁悟、福田健司、吉田美苗子、亀山忠光「口腔内探触子を用いた超音波診断法による舌扁平上皮癌の悪性度評価」『日本口腔外科学会雑誌』第45巻第4号、日本口腔外科学会、1999年4月20日、233-240頁、doi:10.5794/jjoms.45.233、ISSN 0021-5163、NAID 10005074162、JOI:JST.Journalarchive/jjoms1967/45.233。
- 熊倉勇美「舌切除後の構音機能に関する研究 -舌癌60症例の検討-」『音声言語医学』第26巻第3号、日本音声言語医学会、1985年、224-235頁、doi:10.5112/jjlp.26.224、ISSN 1884-3646、NAID 10009240089。
- 佐藤方信・及川優子・古屋出「わが国における舌癌剖検症例の統計的検討(第VI報)/A statistical study of autopsy cases of tongue cancer in Japan (Part VI)」『岩手医科大学歯学雑誌』第30巻第1号、岩手医科大学歯学会、岩手県盛岡市、2005年4月25日、53-64頁、ISSN 0385-1311、NAID 110001242871。
- 新谷悟、松浦秀博、長谷川泰久「舌癌における原発巣の深さは転移予知因子となりえるか」『頭頸部腫瘍』第22巻第1号、日本頭頸部腫瘍学会、1996年3月30日、180-184頁、doi:10.5981/jjhnc1974.22.180、ISSN 0911-4335、NAID 10005588509、JOI:JST.Journalarchive/jjhnc1974/22.180。
- 田中愼亮、赤澤登、柚鳥宏和「上部消化管内視鏡検査（GIF）にて重複癌を認めた口腔癌症例についての検討」『日本口腔腫瘍学会誌』第24巻第2号、一般社団法人日本口腔腫瘍学会、東京都江東区、2012年、43-48頁、doi:10.5843/jsot.24.43、ISSN 0915-5988、NAID 130001922475。
- 内藤久美子、伊藤勝陽、伊藤祥子、内藤晃、速水恭子、古木知子、勝田静知、安富慶昌、富田真一、古木良彦、藤田實、谷本啓二、和田卓郎「頸部リンパ節転移の超音波診断」『歯科放射線』第29巻第1号、日本歯科放射線学会、1989年、45-50頁、doi:10.11242/dentalradiology1960.29.45、ISSN 0389-9705、NAID 50002836117。
- 星名由紀子・林孝文・新垣晋・斉藤力「舌癌症例における口底部の介在リンパ節転移の画像診断学的検討」『日本口腔腫瘍学会誌』第22巻第1号、一般社団法人日本口腔腫瘍学会、東京都江東区、2010年3月、25-36頁、doi:10.5843/jsot.22.25、ISSN 0915-5988、NAID 130001185435。
- 前田顕之、大関悟、有地榮一郎、出雲俊之、大鶴洋、岡部貞夫、小村健、川辺良一、桐田忠昭、草間幹夫、迫田隅男、佐々木朗、篠原正徳、田中陽一、中村太保、野口誠、又賀泉、山城正司「アンケート調査よりみた舌扁平上皮癌治療の現状と問題点」『日本口腔腫瘍学会誌』第19巻第3号、一般社団法人日本口腔腫瘍学会、東京都江東区、2007年9月、163-175頁、doi:10.5843/jsot.19.163、ISSN 0915-5988、NAID 10019856859。
- 山本悦秀、砂川元、小浜源郁「び漫性浸潤型口腔扁平上皮癌に関する研究」『日本口腔外科学会雑誌』第28巻第9号、日本口腔外科学会、1982年9月、1471-1479頁、doi:10.5794/jjoms.28.1471、ISSN 0021-5163、NAID 130001345352。
- SO Krolls, S Hoffman (March 1976). “Squamous cell carcinoma of the oral soft tissues: a statistical analysis of 14,253 cases by age, sex, and race of patients”. JADA (アメリカ歯科医師会) 92 (3):  571-574. ISSN 0002-8177. PMID 1062459 2010年5月15日閲覧。.
- Yamamoto E, Kohama G, Sunakawa H, Iwai M, Hiratsuka H. (Jun 1983). “Mode of invasion, bleomycin sensitivity, and clinical course in squamous cell carcinoma of the oral cavity.”. Cancer 51 (12):  2175-2180. ISSN 0008-543X. PMID 6189571.

### 症例報告
- 小林敏雄、横山健、坂本良雄、丸山清、藤森仁行「若年者の舌癌 : 15才男児の1例」『信州医学雑誌』第14巻第1号、長野県医学会、1965年5月、100-108頁、ISSN 0037-3826、NAID 120002010203。
- 館花明彦、宇井義典、酒井滋、山川達郎、水口國雄、福間英祐「舌癌が乳腺転移をきたした1例」『日本臨床外科学会雑誌』第63巻第5号、日本臨床外科学会、2002年5月、1104-1108頁、doi:10.3919/jjsa.63.1104、ISSN 1345-2843、NAID 10008912846。
- 中島逸男、谷垣内由之、吉田博一、中村昭彦、馬場廣太郎「11歳小児の舌扁平上皮癌の1例」『口腔・咽頭科』第13巻第2号、日本口腔・咽頭科学会、2001年2月、195-201頁、ISSN 0917-5105、NAID 10008972667。